# 4898 Nishiizumi
4898 Nishiizumi eller 1988 FJ är en asteroid i huvudbältet som upptäcktes den 19 mars 1988 av den amerikanska astronomen Carolyn S. Shoemaker vid Palomar-observatoriet. Den är uppkallad efter Kunihiko Nishiizumi.
Asteroiden har en diameter på ungefär 2 kilometer och den tillhör asteroidgruppen Hungaria.